# Selección femenina de baloncesto sub-17 de México
La selección mexicana femenina de baloncesto sub-15, sub-16 y sub-17 es una selección nacional de baloncesto de México y se rige por la Asociación Deportiva Mexicana de Básquetbol.  Representa al país en competencias internacionales de baloncesto femenino sub-15, sub-16 y sub-17 (menores de 15, menores de 16 y menores de 17 años).

## Plantel actual
La siguiente es la selección de jugadoras disputó el Campeonato Mundial de Baloncesto Femenino Sub-17 de 2022.
| México                                                                      |                                  |           |                     |         |                                  |
| Num                                                                         | Jugador                          | Pos       | Altura              | Edad    | Equipo                           |
| 1                                                                           | Gizel Navarro Rojas              | Base      | 1.60 m (6 ft 3 in)  | 20 años | Academia CONADE Baja California  |
| 3                                                                           | Sofía Sevilla Villa              | Pívot     | 1.85 m (6 ft 1 in)  | 19 años | Academia CONADE Jalisco          |
| 5                                                                           | María Alejandra Mejía Roa        | Base      | 1.67 m (5 ft 6 in)  | 19 años | Academia CONADE Baja California  |
| 6                                                                           | Beatriz Zazueta Ruíz             | Escolta   | 1.73 m (5 ft 8 in)  | 19 años | Academia CONADE Sonora           |
| 7                                                                           | Daniela Mendoza Portillo         | Escolta   | 1.75 m (5 ft 9 in)  | 20 años | Academia CONADE Chihuahua        |
| 9                                                                           | Loriette Maciel Arrieta          | Escolta   | 1.79 m (5 ft 10 in) | 19 años | Academia CONADE Veracruz         |
| 10                                                                          | Kitzia Alejandra Cardona Beltrán | Base      | 1.64 m (5 ft 5 in)  | 20 años | Academia CONADE Sinaloa          |
| 11                                                                          | Ana Isabel Zesati Espinoza       | Pívot     | 1.84 m (6 ft)       | 18 años | Academia CONADE Nuevo León       |
| 12                                                                          | Fátima Sarahí Rubio Macías       | Ala-Pívot | 1.82 m (6 ft)       | 20 años | Academia CONADE Zacatecas        |
| 14                                                                          | Valeria Isamar Flores Montañez   | Escolta   | 1.79 m (5 ft 10 in) | 19 años | Academia CONADE Zacatecas        |
| 23                                                                          | Valeria Esperanza Mora Tovar     | Pívot     | 1.87 m (6 ft 2 in)  | 18 años | Academia CONADE Hidalgo          |
| 32                                                                          | Regina Yáñez Enríquez            | Alero     |                     | 20 años | Academia CONADE Ciudad de México |
| Entrenador - Guillermo Torres Asistentes - Juan Serrano - Edilberta Mendoza |                                  |           |                     |         |                                  |

## Récord Competitivo

### Campeonato Mundial de Baloncesto Femenino Sub-17
| Año  | Position | Torneo                                                   | Sede                             |
| ---- | -------- | -------------------------------------------------------- | -------------------------------- |
| 2014 | 14       | Campeonato Mundial de Baloncesto Femenino Sub-17 de 2014 | Klatovy – Plzeň, República Checa |
| 2016 | 14       | Campeonato Mundial de Baloncesto Femenino Sub-17 de 2016 | Zaragoza, España                 |
| 2022 | 16       | Campeonato Mundial de Baloncesto Femenino Sub-17 de 2022 | Debrecen, Hungría                |
| 2024 | 15       | Campeonato Mundial de Baloncesto Femenino Sub-17 de 2024 | León – Irapuato, México          |

### Campeonato FIBA Américas Femenino Sub-16
| Año  | Posición | Torneo                                           | Sede               |
| ---- | -------- | ------------------------------------------------ | ------------------ |
| 2009 | 5        | Campeonato FIBA Américas Femenino Sub-16 de 2000 | Ciudad de México   |
| 2011 | 7        | Campeonato FIBA Américas Femenino Sub-16 de 2010 | Mérida             |
| 2013 | 4        | Campeonato FIBA Américas Femenino Sub-16 de 2012 | Cancún             |
| 2015 | 4        | Campeonato FIBA Américas Femenino Sub-16 de 2014 | Puebla de Zaragoza |
| 2017 | 5        | Campeonato FIBA Américas Femenino Sub-16 de 2016 | Buenos Aires       |
| 2019 | 7        | Campeonato FIBA Américas Femenino Sub-16 de 2018 | Puerto Aysén       |
| 2021 |          | Campeonato FIBA Américas Femenino Sub-16 de 2022 | León               |

### Centrobasket – Campeonato Centroamericano Sub-17
| Año  | Posición | Torneo                      | Sede             |
| ---- | -------- | --------------------------- | ---------------- |
| 2000 |          | Centrobasket Sub-17 de 2000 | Mérida           |
| 2009 |          | Centrobasket Sub-17 de 2009 | Hato Mayor       |
| 2011 |          | Centrobasket Sub-17 de 2011 | Aguascalientes   |
| 2013 |          | Centrobasket Sub-17 de 2013 | Gurabo           |
| 2015 |          | Centrobasket Sub-17 de 2015 | Ciudad de México |
| 2017 |          | Centrobasket Sub-17 de 2017 | Aguada           |
| 2019 |          | Centrobasket Sub-17 de 2019 | San Juan         |

### Centrobasket – Campeonato Centroamericano Sub-15
| Año  | Posición | Torneo                      | Sede             |
| ---- | -------- | --------------------------- | ---------------- |
| 2009 |          | Centrobasket Sub-15 de 2009 | León             |
| 2012 |          | Centrobasket Sub-15 de 2012 | Ciudad de México |
| 2014 |          | Centrobasket Sub-15 de 2014 | Chiapas          |

## enlaces externos
- Sitio web oficial

- Datos: Q24884269